# CVV Rust Roest
CVV Rust Roest is een 1 november 1947 opgerichte amateurvoetbalvereniging uit Eindhoven, Noord-Brabant, Nederland.
Het eerste elftal speelt in de Reserve klasse, in het seizoen 2018/19 in de 4e klasse zaterdag. Daarnaast komen er dit seizoen nog twee seniorenteams in competitieverband uit.

## Accommodatie
De thuisbasis is op "Sportpark de Hondsheuvels" gelegen in de gelijknamige buurt in het stadsdeel Woensel-Zuid. Op dit sportpark zijn ook de voetbalverenigingen HSE, ESVV Pusphaira, Woenselse Boys en atletiekvereniging E.S.A.V. Asterix gevestigd.

## Standaardelftal
Het standaardelftal speelde laatstelijk in het seizoen 2012/13, waar het uitkwam in de Vierde klasse zaterdag van het KNVB-district Zuid-I.

### Competitieresultaten 1967–2013
| 8 4A |

| 9 4A |

| 9 4A |

|  |

| 11 4A |

| 9 4A |

| 8 4A |

| 11 4A |

|  |

|  |

|  |

| 3 4A |

| 5 4A |

| 13 4A |

| 11 1B |

| 11 1B |

| 1 2B |

|  |

|  |

| 12 4B |

| 12 4B |

| 11 1B |

| 10 1B |

| 6 1B |

|  |

| 10 1B |

|  |

| 6 4B |

|  |

| 10 4B |

| 9 3D |

| 9 3D |

| 12 3D |

|  |

| 4 4F |

| 2 4F |

| 6 3D |

| 8 3B |

| 9 3B |

| 5 3B |

| 7 3B |

| 8 3B |

| 12 3B |

| 2 4F |

| 12 3B |

| 6 4C |

| 9 4C |

| Derde klasse | Vierde klasse | Eerste klasse BVB | Tweede klasse BVB |

Acht · Brabantia · DBS · FC Eindhoven · Eindhoven AV · Gestel · HSE · Nieuw Woensel · PSV · PSV/av · Pusphaira · RPC · Rust Roest · Tivoli · Tongelre · Unitas '59 · Woenselse Boys